# عائلة مجنونة جدا (مسلسل)
عائلة مجنونة جداً، هو مسلسل مصري درامي كوميدي، ألفه أحمد عوض وأخرجه رائد لبيب، وهو من بطولة فتحي عبد الوهاب ورانيا فريد شوفي ويوسف عثمان وآخرون.

## الشخصيات
| - فتحي عبد الوهاب: حب - رانيا فريد شوقي: وهبة - رشوان توفيق: صالح والد حب - وحيد سيف: عبد الفتاح أبو طحة والد وهبة - رجاء الجداوي: حربية والدة حب - خيرية أحمد: مقبولة زوجة عبد الفتاح - كانان يوشيمورا: كوكو اليابانية الزوجة الثانية لعبد الفتاح | - دنيا: حنين أخت حب - عماد رشاد: سامي أخو وهبة - أحمد الشريف: رشيد زوج حنين - انتصار:بهيرة زوجة سامي - محمد أحمد ماهر: فاروق خطيب سابق لحنين - يوسف عثمان: الطفل رامي الأبن الكبير لحب ووهبة - حسام الجندي: الشاب رامي | - مصطفي وجيه: الطفل راجي الأبن الأصغر لحب - نورهان :الطفلة رباب ابنة حب - شاهندة :الشابة رباب أبنة حب - منة بدر: سلمي أبنة سامي - أحمد مصطفي : توتي أبن سامي - هادي خفاجة: هيثم الطفل أبن رشيد من زوجته الأولي | - شادي خفاجة: هيثم الشاب - إيمان الشرقاوي: الزوجة الأولي لرشيد ووالدة هيثم - يوسف داود ضيف شرف - محمد عبد الحليم والد تامر - صبري عبد المنعم: أ.سعيد موظف ببنك حب - محمد الدكروري: تامر |

بالأضافة إلى: - إبراهيم ظريف - أسامة صبحى - أشرف درويش - امل دسوقي - بدوي فهمي - توفيق عبد الله - حسن شبل - خالد أحمد سعيد (طفل) - ريم كمال - سلمى الديب - سيد الصاوي - سيد محمود - طارق هتلر - طلعت الشريف - عاطف سعيد - عبد القوي سيد - ماري نبيل زكي - محمد الصفتي - محمد المهداوي - محمد جان - محمد درويش (ميمو) - محمد رجب - محمد عزت - محمد فوزي - محمد قنديل - منار شكري - نادر رشدي - نبيل زكي - هاجر منصور - هشام كامل - هيام الشوربجي - وسام وجيه - ولاء مصطفى - وليد حسن